# Liste des titres musicaux numéro un en Allemagne en 1956
Cette page liste les titres numéro un dans les meilleures ventes de disques en Allemagne pour l'année 1956 selon Media Control Charts. 
Les classements sont issus des 100 meilleures ventes de singles. Ils se déroulent du vendredi au jeudi, et sont publiés le mardi par l'industrie musicale allemande.

## Classement des singles
| №  | Date          | Artiste                             | Titre                            |
| -- | ------------- | ----------------------------------- | -------------------------------- |
| 1  | 7 janvier     | Peter Alexander                     | Der Mond hält seine Wacht        |
| 2  | 14 janvier    | Peter Alexander                     | Der Mond hält seine Wacht        |
| 3  | 21 janvier    | Peter Alexander                     | Der Mond hält seine Wacht        |
| 4  | 28 janvier    | Peter Alexander                     | Der Mond hält seine Wacht        |
| 5  | 4 février     | Peter Alexander                     | Der Mond hält seine Wacht        |
| 6  | 11 février    | Peter Alexander & Caterina Valente  | Eventuell                        |
| 7  | 18 février    | Peter Alexander & Caterina Valente  | Eventuell                        |
| 8  | 25 février    | Peter Alexander & Caterina Valente  | Eventuell                        |
| 9  | 3 mars        | Peter Alexander & Caterina Valente  | Eventuell                        |
| 10 | 10 mars       | Peter Alexander & Caterina Valente  | Eventuell                        |
| 11 | 17 mars       | Peter Alexander & Caterina Valente  | Eventuell                        |
| 12 | 24 mars       | Peter Alexander & Caterina Valente  | Eventuell                        |
| 13 | 31 mars       | Margot Eskens                       | Tiritomba                        |
| 14 | 7 avril       | Margot Eskens                       | Tiritomba                        |
| 15 | 14 avril      | Margot Eskens                       | Tiritomba                        |
| 16 | 21 avril      | Margot Eskens                       | Tiritomba                        |
| 17 | 28 avril      | Margot Eskens                       | Tiritomba                        |
| 18 | 5 mai         | Margot Eskens                       | Tiritomba                        |
| 19 | 12 mai        | Margot Eskens                       | Tiritomba                        |
| 20 | 19 mai        | Caterina Valente & Silvio Francesco | Steig in das Traumboot der Liebe |
| 21 | 26 mai        | Caterina Valente & Silvio Francesco | Steig in das Traumboot der Liebe |
| 22 | 2 juin        | Caterina Valente & Silvio Francesco | Steig in das Traumboot der Liebe |
| 23 | 9 juin        | Caterina Valente & Silvio Francesco | Steig in das Traumboot der Liebe |
| 24 | 16 juin       | Caterina Valente & Silvio Francesco | Steig in das Traumboot der Liebe |
| 25 | 23 juin       | Caterina Valente & Silvio Francesco | Steig in das Traumboot der Liebe |
| 26 | 30 juin       | Bill Haley                          | Rock Around the Clock            |
| 27 | 7 juillet     | Bill Haley                          | Rock Around the Clock            |
| 28 | 14 juillet    | Bill Haley                          | Rock Around the Clock            |
| 29 | 21 juillet    | Bill Haley                          | Rock Around the Clock            |
| 30 | 28 juillet    | Freddy Quinn                        | Heimweh                          |
| 31 | 4 août        | Freddy Quinn                        | Heimweh                          |
| 32 | 11 août       | Freddy Quinn                        | Heimweh                          |
| 33 | 18 août       | Freddy Quinn                        | Heimweh                          |
| 34 | 25 août       | Freddy Quinn                        | Heimweh                          |
| 35 | 1er septembre | Freddy Quinn                        | Heimweh                          |
| 36 | 8 septembre   | Freddy Quinn                        | Heimweh                          |
| 37 | 15 septembre  | Freddy Quinn                        | Heimweh                          |
| 38 | 22 septembre  | Freddy Quinn                        | Heimweh                          |
| 39 | 29 septembre  | Freddy Quinn                        | Heimweh                          |
| 40 | 6 octobre     | Freddy Quinn                        | Heimweh                          |
| 41 | 13 octobre    | Freddy Quinn                        | Heimweh                          |
| 42 | 20 octobre    | Freddy Quinn                        | Heimweh                          |
| 43 | 27 octobre    | Freddy Quinn                        | Heimweh                          |
| 44 | 3 novembre    | Freddy Quinn                        | Rosalie                          |
| 45 | 10 novembre   | Freddy Quinn                        | Rosalie                          |
| 46 | 17 novembre   | Freddy Quinn                        | Rosalie                          |
| 47 | 24 novembre   | Die Sieben Raben                    | Smoky                            |
| 48 | 1er décembre  | Die Sieben Raben                    | Smoky                            |
| 49 | 8 décembre    | Die Sieben Raben                    | Smoky                            |
| 50 | 15 décembre   | Die Sieben Raben                    | Smoky                            |
| 51 | 22 décembre   | Die Sieben Raben                    | Smoky                            |
| 52 | 29 décembre   | Die Sieben Raben                    | Smoky                            |